# Sáhkku
Sáhkku er et brætspil udbredt blandt samer i kystnære egne i Nordnorge, Nordsverige og Rusland. Spillet er beslægtet med det danske spil daldøs.
| Spil | Spire Denne artikel om spil eller lege er en spire som bør udbygges. Du er velkommen til at hjælpe Wikipedia ved at udvide den. |